# Західний вокзал (Пекін)

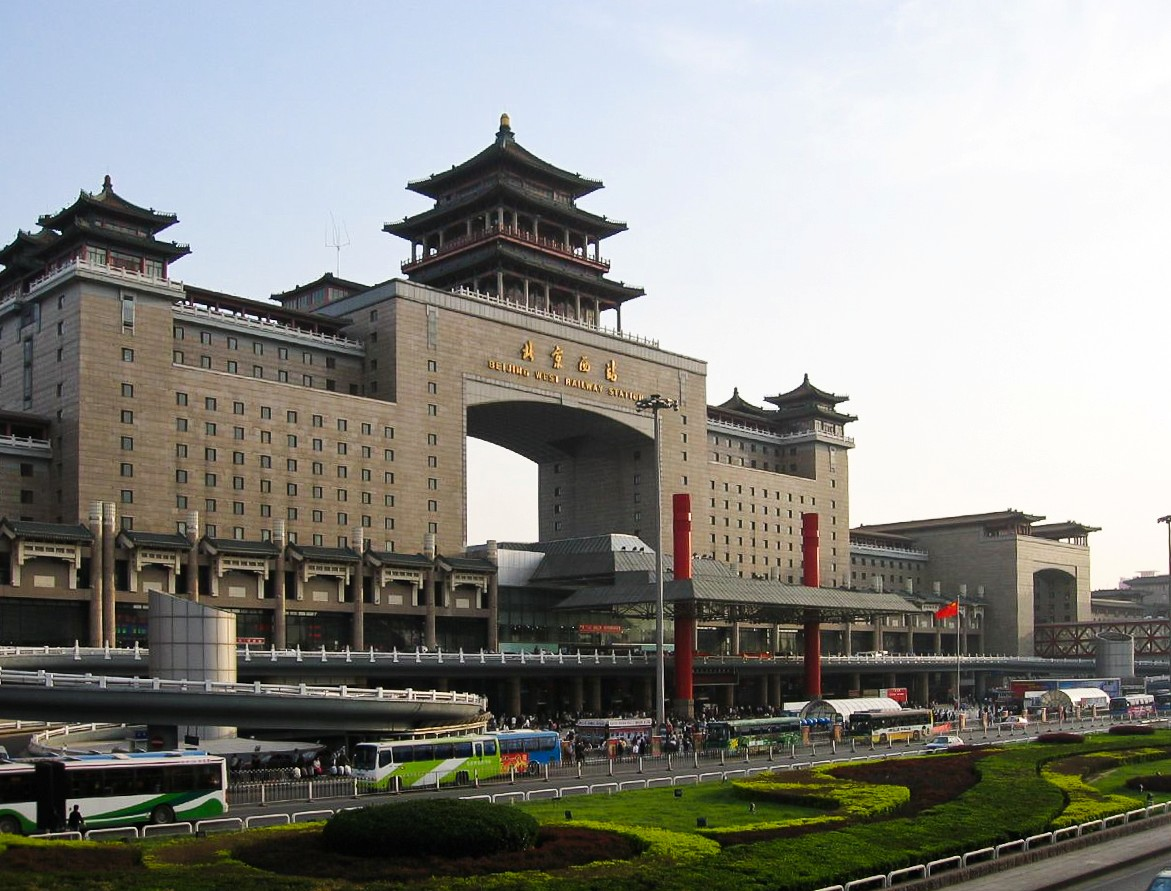
Західний вокзал в Пекіні

Західний вокзал Пекіна - найбільший в КНР і один з найбагатолюдніших в Азії. Обслуговує залізничну станцію Пекін-Західний.

## Історія
Відкрився в 1996 в районі Сюаньу на заході Пекіна.
У 2000 розширено й осучаснено, щоб приймати до 300 000 пасажирів щодня. З цього вокзалу відходять поїзди на Коулун і Лхасу (див. Цинхай-Тибетська залізнична магістраль).
У кінці 2012 до вокзалу протягнута гілка столичного метрополітену.

## Див. Також
- Пекінський вокзал
- Північний вокзал (Пекін)
- Південний вокзал (Пекін)
- Пекін-Східний